# Moritz Plafky
Moritz Plafky (* 10. April 1996 in Siegburg) ist ein deutscher Judoka. 

## Sportliche Karriere
Plafky war 2012 Zweiter der Kadetten-Europameisterschaften in der Gewichtsklasse bis 50 Kilogramm. Seit 2014 kämpft er in der Gewichtsklasse bis 60 Kilogramm, 2017 war er in dieser Gewichtsklasse Deutscher Meister. Bei den Weltmeisterschaften 2017 in Budapest schied er im Achtelfinale gegen den Tschechen Pavel Petřikov aus. Ein Jahr später erreichte Plafky auch bei den Weltmeisterschaften 2018 in Baku das Achtelfinale, diesmal unterlag er dem Russen Robert Mschwidobadse.
2019 fanden die Europameisterschaften im Rahmen der Europaspiele 2019 in Minsk statt. Mit einem Sieg über den Franzosen Luka Mkheidze erreichte Plafky das Halbfinale. Nach Niederlagen gegen den Spanier Francisco Garrigós und den Georgier Amiran Papinaschwili belegte Plafky den fünften Platz. 2021 erreichte er bei den Weltmeisterschaften in Budapest das Achtelfinale und unterlag dann dem Kasachen Gusman Kyrgysbajew. Bei den Olympischen Spielen in Tokio schied Plafky in der ersten Runde gegen den Belgier Jorre Verstraeten aus.
Moritz Plafky kämpft für den Judo Club Hennef und in der Bundesliga für das Hamburger Judo-Team.